# Janusz Gmitruk
Janusz Gmitruk (ur. 17 lutego 1948 w Świniarowie) – polski historyk, muzealnik, nauczyciel akademicki, doktor nauk humanistycznych.
Specjalista w zakresie historii najnowszej Polski i ruchu ludowego, a także martyrologii polskiej wsi, Batalionów Chłopskich oraz Polskiego Państwa Podziemnego podczas II wojny światowej, a także chłopskiego ruchu oporu po jej zakończeniu; autor licznych artykułów i publikacji książkowych oraz wystaw poświęconych tej tematyce; wieloletni redaktor naczelny „Roczników Dziejów Ruchu Ludowego” i „Rocznika Historycznego Muzeum Historii Polskiego Ruchu Ludowego” oraz dyrektor Muzeum Historii Polskiego Ruchu Ludowego i prezes zarządu Ludowego Towarzystwa Naukowo-Kulturalnego.

## Życiorys

### Dzieciństwo i edukacja
Urodził się 17 lutego 1948 we wsi Świniarów w powiecie łosickim w rodzinie chłopskiej Pawła Gmitriuka i Genowefy z domu Oleksiuk. Od 1955 do 1962 uczęszczał do Szkoły Podstawowej nr 2 w Łosicach, a następnie rozpoczął naukę w Liceum Ogólnokształcącym im. Józefa Pietruczuka, które ukończył w 1966. Po zdaniu egzaminów wstępnych, 1 października 1966 rozpoczął studia historyczne na Wydziale Historycznym Uniwersytetu Warszawskiego.
Będąc uczniem brał udział w konkursach historycznych. Na studiach uczestniczył w obozach naukowych, organizowanych na terenie powiatu siedleckiego i w jego okolicach przez Zarząd Uczelniany Związku Młodzieży Wiejskiej. Pracował w kole naukowym w Instytucie Historii UW, którego kierownikiem był docent Józef Szaflik. Podczas wyjazdów studenci zbierali informacje od miejscowej ludności, w tym byłych ludowych partyzantów, na temat działalności partii politycznych w okresie międzywojennym oraz na temat ruchu oporu w okresie II wojny światowej. To właśnie Józef Szaflik zainteresował go dziejami ruchu ludowego i dał impuls do napisania pracy magisterskiej o ruchu oporu. Promotorem owej pracy pt. Konspiracyjny Ruch Ludowy w powiecie siedleckim w latach 1939–1945 został profesor Stanisław Herbst, zaś recenzentem był Szaflik, który w 1970 obronił habilitację. Do obrony pracy magisterskiej doszło w czerwcu 1971 w prywatnym mieszkaniu promotora, gdyż w tym czasie prof. Herbst chorował. Egzamin zakończył się po dwóch godzinach wynikiem bardzo dobrym dla Janusza Gmitruka, który został magistrem historii. Praca magisterska została nagrodzona w konkursach historycznych oraz została opublikowana w formie artykułu w 14. numerze z 1972 „Roczników Dziejów Ruchu Ludowego”.

### Praca naukowa i zawodowa

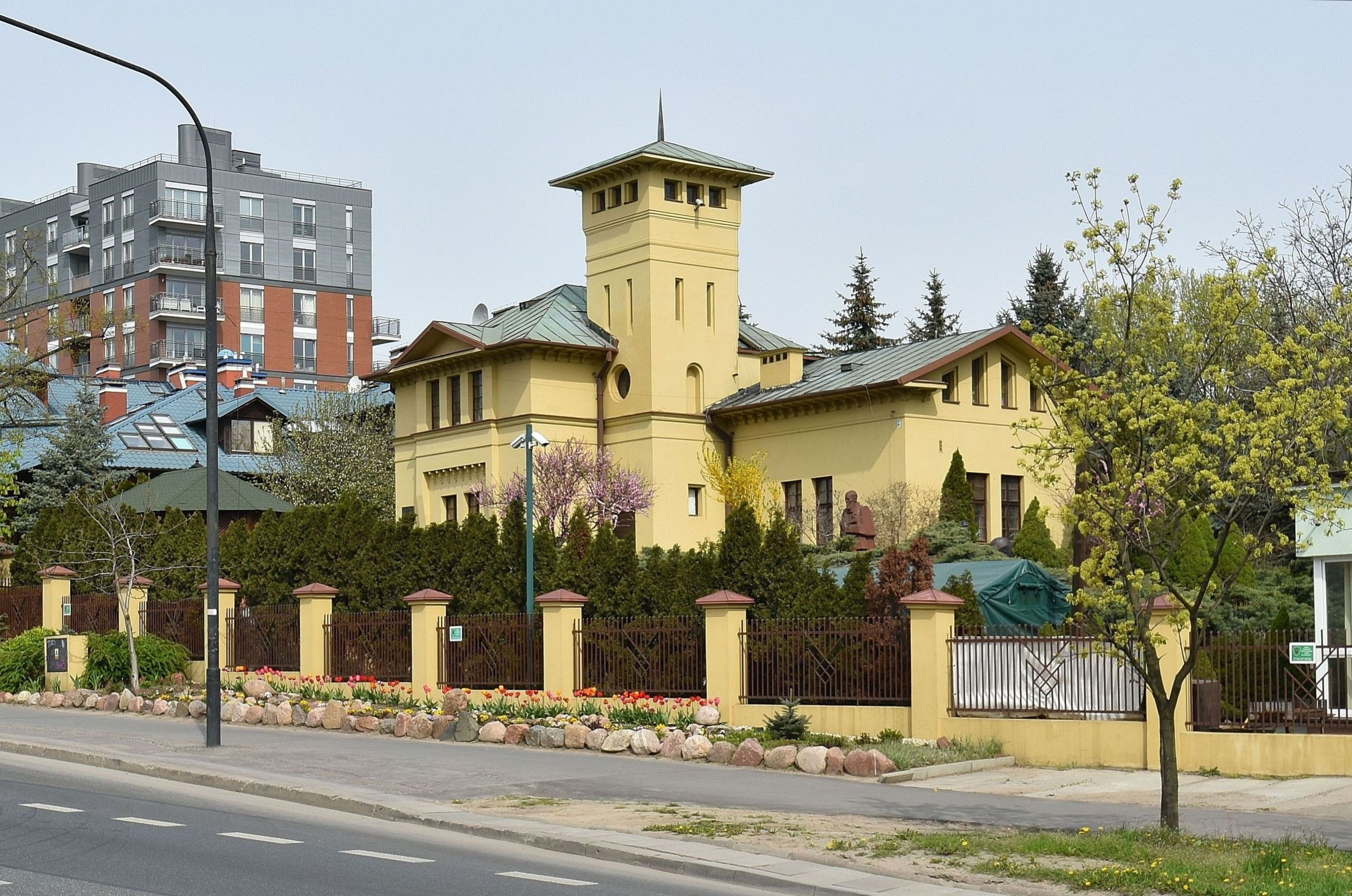
Muzeum Historii Polskiego Ruchu Ludowego, którego dr Gmitruk jest dyrektorem

Należał do ZMW. Podczas studiów – w 1970 – został członkiem Zjednoczonego Stronnictwa Ludowego. Od 1 października 1971 był zatrudniony w Zakładzie Historii Ruchu Ludowego Naczelnego Komitetu Zjednoczonego Komitetu Ludowego (od 1990 Naczelnego Komitetu Polskiego Stronnictwa Ludowego). W tej placówce naukowej doszedł do stanowiska wicedyrektora, a następnie dyrektora (jest urlopowany). W zakładzie zajął się Archiwum Ikonograficznym – wśród weteranów ruchu ludowego oraz ich rodzin zbierał fotografie, które opisywał, spisywał relacje oraz namawiał rozmówców do pisania wspomnień. Współpracował m.in. z komendantem głównym Batalionów Chłopskich generałem Franciszkiem Kamińskim, jak również Józefem Abramczykiem, Eugeniuszem Fąfarą, Stanisławem Jagiełłą, Piotrem Pawliną, Antonim Piwowarczykiem, Czesławem Ponieckim i Janem Sońtą. Konsekwencją zgłębiania wiedzy i prowadzonej przezeń działalności archiwalnej była rozprawa doktorska Konspiracyjny Ruch Oporu na Kielecczyźnie 1939–1945, obroniona w roku 1979 na Uniwersytecie Warszawskim pod kierunkiem profesora Józefa Szaflika. W następnym roku ukazała się ona drukiem w Ludowej Spółdzielni Wydawniczej.
Pracę w ZHRL, a później w MHPRL łączył z działalnością dydaktyczno-naukową, współpracując z uczelniami na Podlasiu oraz Uniwersytetem Przyrodniczo-Humanistycznym w Siedlcach. W tym też czasie był współorganizatorem i organizatorem wystaw. W ich organizacji wspierali go m.in. naukowcy Aleksander Łuczak i Kazimierz Przybysz oraz polityk ZSL Jerzy Szymanek. Uczestniczył w pracach Zespołu do Spraw Martyrologii Wsi Głównej Komisji Badania Zbrodni Hitlerowskich w Polsce. Działał również w Komitecie Organizacyjnym Budowy Mauzoleum Martyrologii Wsi Polskich w Michniowie. Z inicjatywy Gmitruka w owym mauzoleum zorganizowano stałą wystawę pt. Gdy płonęły niebo i ziemia.
Janusz Gmitruk brał udział w działaniach, które doprowadziły do powstania w roku 1984 Muzeum Historii Polskiego Ruchu Ludowego w Warszawie. Nad przyszłym kształtem tej placówki współpracował z pełnomocnikiem prezesa ZSL Romana Malinowskiego do spraw organizacji tego muzeum – doktorem Józefem Fajkowskim, który następnie został pierwszym dyrektorem placówki. Z okazji uroczystego otwarcia muzeum w roku 1985, doktor Gmitriuk wspólnie z doktorem Sałkowskim zorganizowali pierwszą wystawę poświęconą 90. rocznicy powstania Polskiego Ruchu ludowego, która była eksponowana w Państwowym Muzeum Etnograficznym; zaś na otwarcie siedziby Muzeum w Żółtej Karczmie Janusz Gmitruk wraz zespołem przygotował wystawę pt. Bataliony Chłopskie (1940–1944).
Od 1988 do 1989 dr Gmitruk był zastępcą dyrektora ZHRL. W dniach 26–27 listopada 1989 roku w Warszawie odbył się XI Nadzwyczajny Kongres Zjednoczonego Stronnictwa Ludowego, na którym podjęto uchwałę o zakończeniu działalności politycznej ZSL oraz o powołaniu Polskiego Stronnictwa Ludowego „Odrodzenie”, które przejęło całe mienie ZSL. 1 stycznia 1990 roku kierownictwo nowej partii powołało Janusza Gmitruka na stanowisko dyrektora Zakładu Historii Ruchu Ludowego. Dyrektor Gmitruk zabezpieczył zbiory i przygotował je do dalszego udostępniania badaczom dziejów Polski oraz polskiego ruchu ludowego. Dzięki jego zręczności – zarówno organizacyjnej, jak i politycznej – oraz sile tradycji ruchu ludowego ZHRL przetrwał kolejne zmiany personalne i perturbacje polityczne. W dniu 5 maja 1990 odbył się Kongres Jedności Polskiego Stronnictwa Ludowego, na którym Polskie Stronnictwo Ludowe „Odrodzenie”, Polskie Stronnictwo Ludowe (wilanowskie) oraz część PSL „Solidarność” utworzyły jednolite Polskie Stronnictwo Ludowe. Janusz Gmitruk, będąc dyrektorem ZHRL, przez wiele lat uczestniczył w posiedzeniach Naczelnego Komitetu Wykonawczego i Rady Naczelnej PSL z głosem doradczym, wchodził w skład zespołu ekspertów PSL, jak również był doradcą w klubie parlamentarnym PSL.
Od 1992 roku jest redaktorem naczelnym „Roczników Dziejów Ruchu Ludowego”.
Z dniem 3 września 1997 minister kultury i sztuki Zdzisław Podkański powołał Janusza Gmitruka na stanowisko dyrektora Muzeum Historii Polskiego Ruchu Ludowego w ramach pięcioletniego kontraktu (później kilka razy odnawianego). Muzeum zostało jednostką organizacyjną samorządu województwa mazowieckiego. Gmitruk jednocześnie objął funkcję redaktora naczelnego periodyku „Rocznik Historyczny Muzeum Historii Polskiego Ruchu Ludowego”. Nowy dyrektor odmłodził kadrę pracowników, a sama instytucja zmieniła formułę działalności i otworzyła się na nowe środowiska naukowe. Dzięki tym zmianom, w muzeum jako placówce naukowo-badawczej, pracownicy mogli realizować swoje ambicje naukowe przygotowując dysertacje doktorskie i uzyskując stopnie doktora habilitowanego. W MHPRL zaczęto publikować prace badawcze, książki i artykuły naukowe oraz organizować wystawy. Dzięki temu placówka stała się liczącym się ośrodkiem wydawniczym w kraju. Skupiając różne towarzystwa, instytucja pełni też rolę Ludowego Centrum Muzealnego.
Janusz Gmitruk jest członkiem, a od roku 2008 prezesem zarządu Ludowego Towarzystwa Naukowo-Kulturalnego.
W kręgu zainteresowań oraz tematów badawczych dr. Gmitruka są: martyrologia wsi polskiej w latach 1939–1945, Polskie Państwo Podziemne, Bataliony Chłopskie, chłopski ruch oporu po II wojnie światowej oraz dzieje wiejskiego ruchu młodzieżowego.

### Praca społeczna
Przez 10 lat pełnił funkcję ławnika w Sądzie Rejonowym w Warszawie. Był wieloletnim członkiem Rady Pracowniczej w NK ZSL i z jej ramienia przez 13 lat (do transformacji ustrojowej w roku 1989) pełnił funkcję przewodniczącego Kasy Zapomogowo-Pożyczkowej. Od roku 1992 współpracuje z Zarządem Głównym Związku Ochotniczych Straży Pożarnych, gdzie jest członkiem prezydium i wiceprzewodniczącym Komisji Historycznej oraz pełni funkcję współredaktora periodyku tego gremium – „Zeszytów Historycznych ZG ZOSP”.

## Kontrowersje
W 2013 sąd lustracyjny orzekł wobec Janusza Gmitruka pięcioletni zakaz pełnienia funkcji publicznych i prawa wybieralności m.in. do Sejmu, uznając, że w 2007 złożył fałszywe oświadczenie lustracyjne, w którym zataił współpracę ze Służbą Bezpieczeństwa w latach 1974–1980. W inwentarzu archiwalnym Instytutu Pamięci Narodowej znajduje się jego teczka jako Tajnego Współpracownika o pseudonimie „XX-24”. O współpracę z SB oskarżył dr. Gmitruka m.in. prof. Andrzej Friszke wskazując, że ten swoim donosem utrudnił mu karierę naukową.

## Życie prywatne
W młodości grał w piłkę nożną i siatkówkę. Jego pasją jest fotografia (w marcu 1968 został pobity przez funkcjonariuszy ZOMO, kiedy próbował dokumentować aparatem zajścia na uczelni) i jazda na nartach w polskich Tatrach. Interesuje się również sztuką, malarstwem oraz architekturą ogrodu.
Janusz Gmitruk z małżonką Beatą mają dorosłych synów Przemysława i Pawła.

## Publikacje
Jest autorem artykułów, które zostały opublikowane w takich pismach jak m.in.: „Jutro Polski” „Mówią Wieki”, „Polityka”, „Roczniki Dziejów Ruchu Ludowego”, „Rocznik Historyczny Muzeum Historii Polskiego Ruchu Ludowego”, „Strażak”, „Tygodnik Kulturalny”, „Wieści”, „Zielony Sztandar” oraz publikacji książkowych m.in.:
- Konspiracyjny Ruch Oporu na Kielecczyźnie 1939–1945, Ludowa Spółdzielnia Wydawnicza, Warszawa, 1980, s.382, ISBN 83-205-3116-0
- Gniewnie szumiał las. Wspomnienia leśników polskich 1939–1945 (wybór i opracowanie J. Gmitruk, W. Lipko, P. Matusak), Wydawnictwo Ministerstwa Obrony Narodowej, Warszawa, 1982, s. 446, ISBN 83-11-06706-6
- Kalendarium działalności bojowej Batalionów Chłopskich 1940–1945 (wraz z P. Matusakiem, J. Nowakiem), Ludowa Spółdzielnia Wydawnicza, Warszawa, 1983, s. 757, ISBN 83-205-3448-8
- Konspiracyjny ruch ludowy na Kielecczyźnie 1939–1945, LSW, Warszawa, 1985, s.382, ISBN 83-205-3116-0 (wyd. 2)
- Bataliony Chłopskie (wraz z P. Matusakiem, W. Wojdyłą), Wojskowy Instytut Historyczny im. Wandy Wasilewskiej, Wydawnictwo Ministerstwa Obrony Narodowej, Warszawa, 1987, s. 477, ISBN 83-11-07368-6
- Polski ruch ludowy w publikacjach LSW, LSW, Warszawa, 1987, s. 35
- Żołnierze żelaznych szlaków. Wspomnienia polskich kolejarzy 1939–1945 (wybór i opracowanie J. Gmitruk, K. Komorowski, P. Matusak), Wydawnictwo Ministerstwa Obrony Narodowej, Warszawa, 1988, s. 615, ISBN 83-11-07507-7
- W kraju i na emigracji. Materiały z londyńskiego archiwum ministra prof. Stanisława Kota (1939–1943) (wybór i opracowanie J. Gmitruk, Z. Hemmerling, J. Sałkowski), Ludowa Spółdzielnia Wydawnicza, Warszawa, 1989, s. 366, ISBN 83-205-4029-1
- Sto lat ruchu ludowego. 1895–1995, Polskie Stronnictwo Ludowe. Wydział Organizacyjno–Informacyjny Naczelnego Komitetu Wykonawczego, Warszawa, 1995, s. 24
- Z ziemi sowieckiej – z domu niewoli. Relacje, raporty, sprawozdanie z londyńskiego archiwum prof. Stanisława Kota (wybór i opracowanie J. Gmitruk, Z. Hemmerling, J. Sałkowski), Ludowe Towarzystwo Naukowo–Kulturalne, Warszawa, 1995, s. 191, ISBN 83-905337-0-7
- Chłop potęgą jest i basta, Polskie Stronnictwo Ludowe. Wydział Organizacyjno–Informacyjny Naczelnego Komitetu Wykonawczego, Warszawa, 1996, s. 20, ISBN 83-905977-4-8
- Materiały do bibliografii martyrologii wsi polskiej w latach 1939–1945, Zakład Historii Ruchu Ludowego, Fundacja „Polsko–Niemieckie Pojednanie”, Warszawa, 1996, s. 33
- Pamiętniki nowego pokolenia chłopów polskich. Materiały konkursowe Tom 1 (przedmowa I. Kostrowicka, wybór i opracowanie A. Budzyński, J. Gmitruk), „Aral-Dimax”, Warszawa, 1996, s. 312, ISBN 83-906938-0-1
- Prawda o sanacji w raporcie generała Zygmunta Platowskiego, Polskie Stronnictwo Ludowe. Wydział Organizacyjno–Informacyjny Naczelnego Komitetu Wykonawczego, Warszawa, 1996, s. 64, ISBN 83-905977-0-5
- Stanisław Mikołajczyk. (1901–1966) (wraz z D. Pasiak), Polskie Stronnictwo Ludowe. Wydział Organizacyjno–Informacyjny Naczelnego Komitetu Wykonawczego, Warszawa, 1996, s. 19, ISBN 83-905977-5-6
- Stanisław Mikołajczyk – premier RP [Rzeczypospolitej Polskiej] w Londynie, Polskie Stronnictwo Ludowe. Wydział Organizacyjno–Informacyjny Naczelnego Komitetu Wykonawczego, Warszawa, 1996, s. 28, ISBN 83-87432-00-8
- Sto lat ruchu ludowego. Tradycja i współczesność, Wydział Organizacyjno–Informacyjny NKW PSL, Warszawa, 1996, s. 25, ISBN 83-905977-2-1
- Doświadczenia wyborcze ruchu ludowego, Polskie Stronnictwo Ludowe. Wydział Organizacyjno–Informacyjny Naczelnego Komitetu Wykonawczego, Warszawa, 1997, s. 27, ISBN 83-905977-6-4
- Pamiętniki nowego pokolenia chłopów polskich. Materiały konkursowe, nagrody i wyróżnienia Tom 2 (wybór i opracowanie A. Budzyński, J. Gmitruk), Ludowe Towarzystwo Naukowo–Kulturalne, Warszawa, 1997, s. 302, ISBN 83-905337-3-1
- Pamiętniki nowego pokolenia chłopów polskich. Materiały konkursowe, nagrody i wyróżnienia Tom 3 (wybór i opracowanie A. Budzyński, J. Gmitruk), LTNK, Warszawa, 1997, s. 293, ISBN 83-905337-4-X
- Pamiętniki nowego pokolenia chłopów polskich. Materiały konkursowe, nagrody i wyróżnienia Tom 4 (wybór i opracowanie A. Budzyński, J. Gmitruk), Instytut Gospodarstwa Społecznego SGH, Warszawa, 1998, s. 315, ISBN 83-906938-2-8
- Płonęły niebo i ziemia. Mauzoleum Walki i Męczeństwa Wsi Polskiej w Michniowie (wraz z L. Kaczanowskim), MHPRL, Warszawa, Michnów, 1998, s. 98, ISBN 83-87838-03-9
- Rota (wraz z J. Mazurkiem), MHPRL, Warszawa, 1998, s. 118, ISBN 83-903243-8-5
- Z myślą o Niepodległej 1918–1998, MHPRL, Warszawa, 1998, s. 24, ISBN 83-87838-07-1
- Bataliony Chłopskie, Seria: Polska Walcząca. Historia Polskiego Państwa Podziemnego, Edipresse–Kolekcja, Bellona, Warszawa, 1999, s. 63, ISBN 978-83-7989-374-4 (E–K), ISBN 978-83-11-13600-7 (B)
- Działalność władz okupacyjnych na terytorium Rzeczypospolitej w okresie 1 IX 1939 – 1 XI 1940. Raport z archiwum politycznego prof. Stanisława Kota (wstęp, wybór i opracowanie J. Gmitruk, J. Mazurek), MHPRL, Warszawa, 1999, s. 263, ISBN 83-87838-02-0
- Kongres Polskiego Stronnictwa Ludowego. 19–21 styczeń 1946 r. (stenogramy) (wstęp, wybór i opracowanie J. Gmitruk, J. Mazurek), MHPRL, Warszawa, 1999, s. 254, ISBN 83-87838-20-9
- Pamiętniki nowego pokolenia chłopów polskich. Materiały konkursowe Tom 5 (wybór i opracowanie A. Budzyński, J. Gmitruk), LTNK, Warszawa, 1999, s. 302, ISBN 83-905337-5-8
- Pamiętniki nowego pokolenia chłopów polskich. Materiały konkursowe Tom 6 (wybór i opracowanie A. Budzyński, J. Gmitruk), LTNK, Warszawa, 1999, s. 295, ISBN 83-905337-7-4
- Pamiętniki nowego pokolenia chłopów polskich. Materiały konkursowe Tom 7 (wybór i opracowanie A. Budzyński, J. Gmitruk), LTNK, Warszawa, 1999, s. 317, ISBN 83-905337-8-2
- Racławice – historia i współczesność (wraz z J. Mazurkiem, MHPRL, Warszawa, 1999, s. 72, ISBN 83-87838-14-4
- Stanisław Mikołajczyk 1901–1966. Ludowiec, mąż stanu, polityk, MHPRL, Warszawa, 1999, s. 70, ISBN 83-87838-12-8
- Bataliony Chłopskie 1940–1945, MHPRL, Warszawa, 2000, s. 168, ISBN 83-87838-27-6
- Dokumenty fałszerstw wyborczych w Polsce w roku 1947. Memoriał Polskiego Stronnictwa Ludowego w sprawie wyborów w Polsce, złożony wraz z załącznikami w dniu 18 grudnia 1946 roku ambasadorom Stanów Zjednoczonych, Wielkiej Brytanii i Związku Sowieckiego w Warszawie (wstęp i opracowanie M. Adamczyk, J. Gmitruk), MHPRL, Wszechnica Świętokrzyska, Warszawa, Kielce, 2000, s. 248, ISBN 83-87838-25-X, ISBN 83-909745-9-2
- Pamiętniki nowego pokolenia chłopów polskich. Materiały konkursowe Tom 8 (wybór i opracowanie A. Budzyński, J. Gmitruk), LTNK, Warszawa, 2000, s. 316, ISBN 83-905337-9-0
- Polonia brazylijska w piśmiennictwie polskim. Antologia (wstęp, wybór i opracowanie J. Gmitruk, J. Mazurek, I. Klarner-Kosińska), MHPRL, Warszawa, 2000, s. 363, ISBN 83-87838-21-7
- Święto Ludowe 2000, MHPRL, Warszawa, 2000, s. 40, ISBN 83-87838-32-2
- W chłopie żyje i odradza się naród... Rok Reymontowski, MHPRL, Warszawa, 2000, s. 47, ISBN 83-87838-33-0
- Herman Lieberman, Stanisław Mikołajczyk – zmagania z totalitaryzmem, MHPRL, Warszawa, 2001, s. 36, ISBN 83-87838-49-7
- Jan Gruszka „Bartos”. Życie i działalność. Artykuły, wspomnienia, dokumenty (wybór i opracowanie J. Gmitruk, A. Indraszczyk), MHPRL, Warszawa, 2001, s. 165, ISBN 83878338527
- Pamiętniki nowego pokolenia chłopów polskich. Materiały konkursowe Tom 9 (wybór i opracowanie A. Budzyński, J. Gmitruk), LTNK, Warszawa, 2001, s. 304, ISBN 83-915735-0-8
- Pamiętniki nowego pokolenia chłopów polskich. Materiały konkursowe Tom 10 (wybór i opracowanie A. Budzyński, J. Gmitruk), LTNK, Warszawa, 2001, s. 307, ISBN 83-915735-1-6
- Skazani na zagładę. Jeńcy i partyzanci radzieccy a Bataliony Chłopskie 1941–1945, MHPRL, Warszawa, 2001, s. 115, ISBN 83-87838-37-3
- Ziemia czerwieńska pod okupacją niemiecką. Czerwiec 1941 – czerwiec 1943 (S. Mękarski pod pseudonimem Józef Rudnicki, opracowanie naukowe J. Gmitruk, A. Koseski, Wyższa Szkoła Humanistyczna, MHPRL, Pułtusk, Warszawa, 2001, s. 169, ISBN 83-87838-54-3, ISBN 83-88067-61-3
- Żywią i bronią. O historii i tradycjach ruchu ludowego, MHPRL, Warszawa, 2001, s. 127, ISBN 83-87838-41-1
- Dariusz Stanisława Mikołajczyka prowadzony przez Marię Hulewiczową (M. Hulewiczowa, wstęp i opracowanie M. Adamczyk, J. Gmitruk), MHPRL, WŚ, Warszawa, Kielce, 2002, s. 104, ISBN 83-88274-70-8
- Dokumenty fałszerstw wyborczych w Polsce w roku 1947. Drugi memoriał Polskiego Stronnictwa Ludowego złożony wraz z załącznikami w dniu 18 stycznia 1947 roku ambasadorom Stanów Zjednoczonych, Wielkiej Brytanii i Związku Sowieckiego w Warszawie (wstęp i opracowanie M. Adamczyk, J. Gmitruk), MHPRL, WŚ, Warszawa, Kielce, 2002, s. 284, ISBN 83-87838-53-5, ISBN 83-88274-80-5
- Komunikaty Polskiego Stronnictwa Ludowego 1946–1947 (pod red. M. Adamczyka, J. Gmitruka, J. Mazurka), MHPRL, Wś, Warszawa, Kielce, 2002, s. 668, ISBN 83-87838-60-8, ISBN 83-88274-21-X
- Pamiętniki nowego pokolenia chłopów polskich. Materiały konkursowe Tom 11 (wybór i opracowanie A. Budzyński, J. Gmitruk), LTNK, Warszawa, 2002, s. 310, ISBN 83-915735-2-4
- Pamiętniki nowego pokolenia chłopów polskich. Materiały konkursowe Tom 12 (wybór i opracowanie A. Budzyński, J. Gmitruk), LTNK, Warszawa, 2002, s. 315, ISBN 83-915735-3-2
- Tajne raporty z Jugosławii (wraz z A. Gizą), LSW, MHPRL, Warszawa, 2002, s. 138, ISBN 83-205-4769-5, ISBN 83-87838-63-2
- Walka o pieniądze (1939–1956) (wraz z M. Adamczykiem), MHPRL, WŚ, Warszawa, Kielce, 2002, s. 79, ISBN 83-87838-43-8, ISBN 83-88274-65-1
- Dariusz Stanisława Mikołajczyka prowadzony przez Stefanię Liebermanową. 13 XII 1944 – 14 VI 1945 ( S. Liebermanowa, S. Mikołajczyk, wstęp i opracowanie J. Gmitruk, A. Paczkowski), LSW, MHPRL, Warszawa, 2003, s. 109, ISBN 83-205-4776-8, ISBN 83-87838-64-0
- Ku zwycięstwu. Konspiracyjny ruch ludowy na kielecczyźnie 1939–1945, MHPRL, WŚ, Warszawa, Kielce, 2003, s. 439, ISBN 83-87838-77-2, ISBN 83-88274-51-1 (3 wyd., zm. i popr.)
- Pamiętniki nowego pokolenia chłopów polskich. Materiały konkursowe Tom 13 (wybór i opracowanie A. Budzyński, J. Gmitruk), LTNK, Warszawa, 2003, s. 312, ISBN 83-915735-5-9
- Powstanie Zamojskie, MHPRL, Warszawa, 2003, s. 203, ISBN 83-87838-69-1
- Ruch ludowy w Polsce. Zarys dziejów, MHPRL, Warszawa, 2003, s. 112, ISBN 83-87838-67-5
- Święto ludowe w panoramie dziejów ruchu ludowego (wybór i opracowanie), MHPRL, Warszawa, 2003, s. 72, ISBN 83-87838-74-8
- Z Polski do Brazylii. (Wspomnienia z lat 1916–1937) (J. Krawczyk, wstęp i opracowanie J. Gmitruk, J. Mazurek), MHPRL, Warszawa, 2003, s. 322, ISBN 83-87838-71-3
- Muzeum Historii Polskiego Ruchu Ludowego. Historia, zbiory, ekspozycje (wraz z J. Mazurkiem, K. Sikorą), MHPRL, Warszawa, 2004, s. 240, ISBN 83-87838-92-6
- Pamiętniki nowego pokolenia chłopów polskich. Materiały konkursowe Tom 14 (wybór i opracowanie A. Budzyński, J. Gmitruk), MHPRL, Warszawa, 2004, s. 402, ISBN 83-915735-8-3
- Pamiętniki nowego pokolenia chłopów polskich. Materiały konkursowe Tom 15 (wybór i opracowanie A. Budzyński, J. Gmitruk), MHPRL, Warszawa, 2004, s. 403, ISBN 83-915735-9-1
- Polonia argentyńska w piśmiennictwie polskim. Antologia (wstęp, wybór i opracowanie M. Bryszewska, J. Gmitruk, J. Mazurek), MHPRL, Buenos Aires, Warszawa, 2004, s. 509, ISBN 83-87838-85-3
- Pro memoria (1941–1944). Raporty Departamentu Informacji Delegatury Rządu RP na Kraj o zbrodniach na narodzie polskim (wybór i opracowanie J. Gmitruk, A. Indraszczyk, A. Koseski), Oficyna Wydawnicza Aspra–JR, MHPRL, Wyższa Szkoła Humanistyczna im. Aleksandra Gieysztora, Warszawa, Pułtusk, 2004/2005, s. 686, ISBN 83-89964-07-4 Aspra–JR, ISBN 83-60093-00-8 MHPRL, ISBN 83-89709-22-8
- Tradycja kościuszkowska w ruchu ludowym (wraz z J. Mazurkiem), MHPRL, Warszawa, 2004, s. 87, ISBN 83-87838-90-X
- Ziemie Zachodnie. Październik 1942 – czerwiec 1944. Raporty Sekcji Zachodniej Delegatury Rządu na Kraj o sytuacji ludności polskiej i polityce okupanta niemieckiego (wybór i opracowanie M. Adamczyk, J. Gmitruk, W. Ważniewski), Oficyna Wydawnicza Aspra–JR, Warszawa, 2004, s. 703, ISBN 83-88274-27-9, ISBN 83-89964-03-1
- Zjednoczone Stronnictwo Ludowe 1949–1989, MHPRL, Warszawa, 2004, s. 189, ISBN 83-87838-94-2
- A Polska winna trwać wiecznie... 110 lat działalności polskiego ruchu ludowego (oprac. red. D. Pasiak-Wąsik), MHPRL, Warszawa, 2005, s. 95, ISBN 83-60093-08-3
- Dorobek edytorski Muzeum Historii Polskiego Ruchu Ludowego w Warszawie 1984-2004, MHPRL, Warszawa, 2005, s.231, ISBN 83-87838-91-8
- Porozumienia społeczne 1980-1981 (wybór i opracowanie J. Gmitruk, J. Sałkowski), Oficyna Wydawnicza Aspra–JR, MHPRL, Warszawa, 2005, s. 119, ISBN 83-60093-03-2, ISBN 83-89964-40-6
- Sprawcy klęski wrześniowej przed sądem historii. Dokumenty komisji badawczych władz polskich na emigracji (wybór i opracowanie M. Adamczyk, J. Gmitruk), Oficyna Wydawnicza Aspra–JR, Warszawa, 2005, s. 316, ISBN 83-60093-06-7, ISBN 83-88274-97-X, ISBN 83-89964-50-3
- Wspomnienia wileńskie (1939-1940) (A. Jałbrzykowski, wstęp, oprac. tekstu, przypisy J. Gmitruk, J. Mazurek), Oficyna Wydawnicza Aspra–JR, MHPRL, Warszawa, 2005, s. 191, ISBN 83-60093-04-0, ISBN 83-89964-48-1
- Ziemie Wschodnie. Raporty Biura Wschodniego Delegatury Rządu na Kraj 1943-1944 (wstęp, wybór i oprac. M. Adamczyk, J. Gmitruk, A. Koseski), Oficyna Wydawnicza Aspra–JR, Pułtusk, Warszawa, 2005, s. 242, ISBN 83-89709-42-2, ISBN 83-89964-53-8
- Gawędy legionowe. 3 Dywizja Piechoty we Francji (T. Zieleniewski, wstęp, oprac. nauk. J. Gmitruk, J. Mazurek), MHPRL, Oficyna Wydawnicza Aspra–JR, Warszawa, 2006, s. 199, ISBN 83-60093-17-2
- Gawędy o krajach i ludziach (A. Jałbrzykowski, wstęp, oprac. tekstu, przypisy J. Gmitruk, J. Mazurek), Instytut Studiów Iberyjskich i Iberoamerykańskich Uniwersytetu Warszawskiego, MHPRL, Warszawa, 2006, s. 254, ISBN 83-60093-14-8, ISBN 83-920190-6-7 (wyd. 3 uzup. i popr.)
- Historyczny Kongres Polskiego Stronnictwa Ludowego 19–21 stycznia 1946 r. (wybór, wstęp i oprac. J. Gmitruk, J. Mazurek), MHPRL, Warszawa, 2006, s. 62, ISBN 83-60093-12-1
- Stosunki polsko–czesko–słowackie 1918–2005 (pod red. J. Gmitruka, A. Stawarza), MHPRL, Warszawa, 2006, s. 319, ISBN 83-60093-25-3, ISBN 978-83-60093-25-2
- Bądźcie solidarni! Wielki Strajk Chłopski 1937 r. (pod red. J. Gmitruka, D. Pasiak-Wąsik), MHPRL, Warszawa, 2007, s. 216, ISBN 978-83-60093-40-5
- Na wozie i pod wozem (Z. Chomętowska, wstęp i oprac. nauk. J. Gmitruk, J. Mazurek, wspomnienie o Z. Chomętowskiej Emilia Borecka), MHPRL, Warszawa, 2007, s. 183, ISBN 978-83-60093-30-6
- Rola dziejowa Stanisława Mikołajczyka, MHPRL, Warszawa, 2007, s. 81, ISBN 978-83-60093-44-3
- Drogi ludowców do Niepodległej, MHPRL, Warszawa, 2008, s. 68, ISBN 978-83-60093-73-3
- Polska prasa niezależna (1976-1990). Bibliografia, katalog (wraz z M. Adamczykiem), WŚ, MHPRL, Kielce, Warszawa, 2008, s. 185, ISBN 978-83-60093-52-8, ISBN 978-83-88274-73-2
- Panteon Chłopów Polskich na Ziemi Świętokrzyskiej (wraz z S. Durlejem), Oddział Kielecki LTNK, Kielce, 2008, s. 155, ISBN 978-83-60093-65-8, ISBN 978-83-88161-26-1
- Rota (wraz z J. Mazurkiem), MHPRL, Warszawa, 2008, s. 144, ISBN 978-83-60093-60-3 (wyd. 2 popr. i uzup.)
- Stefan Skoczylas 1918-1945 (biografia dowódcy BCh na Podlasiu), MHPRL, Warszawa, 2008, s. 130, ISBN 978-83-60093-68-9
- Symbole ruchu ludowego, MHPRL, Warszawa, 2008, s. 44, ISBN 978-83-60093-72-6
- Zbrodnie hitlerowskie na wsi polskiej w latach 1939–1945. Wspomnienia, pamiętniki i relacje (w oprac. red. S. Durleja, J. Gmitruka), Oddział Kielecki LTNK, Kielce, Warszawa, 2008, s. 462, ISBN 978-83-60093-50-4, ISBN 978-83-85953-43-2, ISBN 978-83-88161-23-0
- Jan Piekałkiewicz. Bohater zapomniany, MHPRL, Warszawa, 2009, s. 161, ISBN 978-83-60093-36-8
- Zygmunt Rumel. Żołnierz nieznany, MHPRL, Warszawa, 2009, s. 144, ISBN 978-83-60093-92-4
- Maria Hulewiczowa. Sekretarka Stanisława Mikołajczyka (J. Gmitruk, M. Przymanowska, tłumaczenie M. Studniarek), MHPRL, Warszawa, 2010, s. 275, ISBN 978-83-62171-76-7
- Partie chłopskie i ludowe w Polsce i Europie Środkowo–Wschodniej (1989–2009) (pod red. J. Gmitruka, A. Indraszczyka, S. Stępki), MHPRL, WNH SGGW, Warszawa, 2010, s. 359, ISBN 978-83-62171-80-4, ISBN 978-83-7583-191-7
- Ruch ludowy. Tradycja i polityka (wraz z J. Jachymkiem, A. Łuczakiem, MHPRL, Warszawa, 2010, s. 170, ISBN 978-83-62171-48-4
- Stanisław Mikołajczyk w dokumentach aparatu bezpieczeństwa. Tom 1. Działalność w latach 1945–1947 (wstęp J. Gmitruk, wybór dok. W. Bagieński, F. Dąbrowski, F. Gryciuk), Instytut Pamięci Narodowej – Komisja Ścigania Zbrodni przeciwko Narodowi Polskiemu, Warszawa, 2010, s. 835, ISBN 978-83-7629-147-5
- Ostmark. Wspomnienia Polaków z robót przymusowych w Austrii w latach 1939–1945 (wybór relacji J. Gmitruk), Fundacja „Polsko–Niemieckie Pojednanie”, MHPRL, Warszawa, 2011, s. 359, ISBN 978-83-62171-97-2, ISBN 978-83-930100-6-6
- Młodzi idą! Polski ruch młodowiejski. Tom 1, 1911–1948 (pod red. J. Gmitruka i D. Pasiak–Wąsik), MHPRL, Warszawa, 2011, s. 312, ISBN 978-83-62171-93-4
- Powstanie Warszawskie w dokumentach i wspomnieniach ludowców (opr. M. Adamczyk, J. Gmitruk), WŚ, MHPRL, Kielce, Warszawa, 2011, s. 314, ISBN 978-83-62171-41-5, ISBN 978-83-88274-94-7
- Berlin. Wspomnienia Polaków z robót przymusowych w stolicy III Rzeszy w latach 1939–1945 (wybór relacji J. Gmitruk, pod red. E Kubaczyk), Fundacja „Polsko–Niemieckie Pojednanie”, MHPRL, Warszawa, 2012, s. 365, ISBN 978-83-62171-02-6, ISBN 978-83-930100-7-3
- Byliśmy, jesteśmy, będziemy. O ruchu ludowym w Polsce, MHPRL, Warszawa, 2012, s. 128, ISBN 978-83-62171-71-2
- Historia militaris Polonica (pod red. J. Gmitruka, W. Włodarkiewicza), MHPRL, Warszawa, 2012, s. 268, ISBN 978-83-62171-23-1
- Partie i ruchy chłopskie i ludowe w Europie wobec problemów współczesności. Ziemia, rolnictwo, bezpieczeństwo (pod red. J. Gmitruka, A. Indraszczyka, S. stępki), MHPRL, WNH SGGW, Warszawa, 2012, s. 252, ISBN 978-83-62171-67-5, ISBN 978-83-7583-402-4
- Polskie Państwo Podziemne w depeszach do rządu RP Stanisława Mikołajczyka w Londynie 1943–1944 (wstęp, wybór i oprac. nauk. M. Adamczyk, J. Gmitruk), WŚ, MHPRL, Kielce, Warszawa, 2012, s. 223, ISBN 978-83-62171-82-8, ISBN 978-83-62718-20-7
- Stosunki polityczne, wojskowe i gospodarcze Rzeczypospolitej Polskiej i Związku Radzieckiego w okresie międzywojennym (pod red. J. Gmitruka, W. Włodarkiewicza), MHPRL, UP–H, Warszawa, Siedlce, 2012, s. 346, ISBN 978-83-62171-75-0, ISBN 978-83-62447-09-1
- Wieś i ruch ludowy w Polsce i w Europie. Tom 1. W kręgu historii i tradycji (pod red. nauk. J. Gmitruka, A. Indraszczyka), MHPRL, WNH SGGW, Warszawa, 2012, s. 786, ISBN 978-83-62171-54-5, ISBN 978-83-7583-332-4
- Chłopska Zamojszczyzna 1942–1944, MHPRL, Warszawa, 2013, s. 202, ISBN 978-83-7901-000-4
- Kolęda Polska (wraz z T. Skoczkiem),MHPRL, Muzeum Niepodległości, Warszawa, 2013, s. 95, ISBN 978-83-62171-66-8, ISBN 978-83-62235-39-1
- Powstanie styczniowe w legendzie, historiografii i sztuce (wraz z T. Skoczkiem), MHPRL, MN, Warszawa, 2013, s. 125, ISBN 978-83-62235-52-0, ISBN 978-83-7901-022-6
- Partie i ruchy chłopskie i ludowe w Europie wobec problemów współczesności. Państwo - forma, rola i zadania (pod red. J. Gmitruka, A. Indraszczyka, S. stępki), MHPRL, WNS SGGW, Warszawa, 2014, s. 219, ISBN 978-83-7583-598-4, ISBN 978-83-7901-052-3
- Polska pastorałka (wraz z T. Skoczkiem), MHPRL, MN, Warszawa, 2014, s. 161, ISBN 978-83-62235-56-8, ISBN 978-83-7901-029-5
- Wspomnienia z lat okupacji (A. Chętnik, wybór i oprac. M. Adamczyk, J. Gmitruk), MHPRL, WŚ, Warszawa, Kielce, 2014, s. 332, ISBN 978-83-62718-60-3, ISBN 978-83-7901-045-5
- Bataliony Chłopskie i konspiracyjne organizacje ruchu ludowego, Edipresse-Kolekcje, Bellona, Warszawa, 2015, s. 63, ISBN 978-83-11-13600-7, ISBN 978-83-7989-368-3, ISBN 978-83-7989-374-4
- W jedności siła. 120 lat polskiego ruchu ludowego, MHPRL, Warszawa, 2015, s. 243, ISBN 978-83-7901-070-7
- Historia i tradycje ruchu ludowego. Tom 1. Ideologia, polityka i jej kreatorzy (red. nauk. J. Gmitruk, A. Indraszczyk), MHPRL, LTN-K, WŚ, Warszawa, Kielce, 2016, s. 600, ISBN 978-83-60776-12-4, ISBN 978-83-62718-88-7 (WŚ), ISBN 978-83-7901-101-8 (MHPRL)
- Historia i tradycje ruchu ludowego. Tom 2. Oświata, prasa, sport, historia (red. nauk. J. Gmitruk, A. Indraszczyk), MHPRL, LTN-K, WŚ, Warszawa, Kielce, 2016, s. 548, ISBN 978-83-60776-13-1, ISBN 978-83-62718-92-4 (WŚ), ISBN 978-83-7901-102-5 (MHPRL)
- Inspiracje Feliksa Mostowicza. W 80. rocznicę deportacji ludności polskiej do Kazachstanu (praca zbiorowa pod red. J. Gmitruka, T. Skoczka, J. Załęczny), MN, MHPRL, Warszawa, 2016, s. 211, ISBN 978-83-62235-82-7, ISBN 978-83-7901-086-8
- Nad głowami zielenią powiały sztandary... Nowosielce 1936, (wraz z D. Pasiak-Wąsik), MHPRL, Warszawa, 2016, s. 115, ISBN 978-83-7901-098-1
- Na rozkaz sumienia. Bataliony Chłopskie 1940-1945, MHPRL, Warszawa, 2016, s. 331, ISBN 978-83-7901-100-1
- Od zamachu majowego do procesu brzeskiego, MHPRL, Warszawa, 2016, s. 60, ISBN 978-83-7901-096-7
- Źródła wiecznego trwania. Państwo, Kościół, kultura, wieś (J. Gmitruk, red. Z. Judycki, T. Skoczek), Wydawnictwo Muzeum Niepodległości, Warszawa, 2016, s. 118, ISBN 978-83-62235-93-3
- Adam Chętnik. Patriota, uczony, społecznik, polityk (red. nauk. J. Gmitruk), MHPRL, Warszawa, 2017, s. 388, ISBN 978-83-7901-133-9
- Demokracja jako czynnik rozwoju społeczeństwa, MHPRL, Warszawa, 2017, s. 101, ISBN 978-83-7901-130-8
- Insurekcja kościuszkowska i jej naczelnik. W legendzie, historiografii i sztuce (wraz z T. Skoczkiem), MHPRL, MN, Warszawa, 2017, s. 2017, s. 92, ISBN 978-83-65439-10-9, ISBN 978-83-7901-113-1 (MHPRL)
- Kalendarium II wojny światowej (wraz z P. Matusakiem, T. Rawskim), MHPRL, Oficyna Wydawnicza Aspra–JR, Warszawa, 2017, s. 1038, ISBN 978-83-7901-125-4 (MHPRL), ISBN 978-83-7545-778-0
- Ludowy Związek Kobiet, MHPRL, Warszawa, s. 107, ISBN 978-83-7901-115-5
- Wincenty Witos – współtwórca Niepodległej (J. Gmitruk, red. nauk. T. Soczek), MN, Warszawa, 2017, s. 141, ISBN 978-83-65439-20-8
- Witosowe przesłania (wstęp i wybór J. Gmitruk), MHPRL, Warszawa, 2017, s. 96, ISBN 978-83-7901-138-4
- Z kolędą przez stulecia (wraz z T. Skoczkiem, J. Załęczny), MHPRL, MN, Warszawa, 2017, s. 175, ISBN 978-83-65439-09-3, ISBN 978-83-7901-114-8
- Bolesław Ścibiorek. Biografia niezłomnego wiciarza (J. Gmitruk, B. Ścibiorek), MHPRL, Warszawa, 2018, s. 178, ISBN 978-83-7901-153-7
- Czesław Wycech. Nauczyciel, ludowiec, polityk (1899-1977) (wraz z S. Pastuszkiem, R. Turkowskim), MHPRL przy wsparciu IH UW i WSUZ, Warszawa, Kielce, Pińczów, 2018, s. 425, ISBN 978-83-7901-150-6 (MHPRL)
- Droga do wolności. Wspomnienia z lat 1895-1945 (P. Szymanek, pod red. nauk. J. Gmitruka), OFI Krzysztof Gawrychowski na zlecenie MHPRL, Warszawa, 2018, s. 204, ISBN 978-83-7901-163-6 (MHPRL)
- Dzienniki (1964-1967). Cz. 1 (Cz. Wycech, wprowadzenie J. Gmitruk, S. Pastuszka, R. Turkowski), MHPRL przy wsparciu IH UW i WSUZ, Warszawa, Kielce, Pińczów, 2018, s. 347, ISBN 978-83-7901-151-3 (MHPRL)
- Idea Wolności – wczoraj i dziś. Wolność w XXI wieku, czyli walka o mózgi (wraz z M. Lutym), MHPRL, Warszawa, 2018, s. 160, ISBN 978-83-7901-154-4
- Od Zrzeszenia Inteligencji Ludowej i Przyjaciół Wsi do Ludowego Towarzystwa Naukowo-Kulturalnego i Wszechnicy Świętokrzyskiej (wraz z M. Adamczykiem), MHPRL, WŚ, Warszawa, Kielce, 2018, s. 207, ISBN 978-83-62718-13-9, ISBN 978-83-7901-159-9 (MHPRL)
- Powstanie i działalność Polskiej Komisji Likwidacyjnej 28 X 1918 r w Galicji pierwszego polskiego rządu dzielnicowego (red. nauk. J. Gmitruk), MHPRL, Warszawa, 2018, s. 173, ISBN 978-83-7901-167-4
- Rola dziejowa Macieja Rataja ( red. nauk. M. Bednarzak-Libera, J. Gmitruk), MHPRL, Warszawa, 2018, s. 339, ISBN 978-83-7901-145-2
- Walka zbrojna i działalność polskiego ruchu oporu w świetle dokumentów niemieckich 1939-1945 (oprac. i red. nauk. J. Gmitruk, P. Matusak), MHPRL, Warszawa, 2018, s. 1257, ISBN 978-83-7901-146-9
- Z dziejów polskiego ruchu młodzieży wiejskiej, OFI Krzysztof Gawrychowski na zlecenie MHPRL, Warszawa, 2018, s. 178, ISBN 978-83-7901-175-9 (MHPRL)
- Aby Polska była niepodległa i ludowa. Działalność polskiego ruchu ludowego na tle innych ruchów społeczno-politycznych (pod red. nauk. J. Gmitruka), MHPRL, Warszawa, 2019, s. 149, ISBN 978-83-7901-193-3
- Chłopskie oficyny spółdzielczego i obywatelskiego działania. W jubileusz siedemdziesięciolecia Ludowej Spółdzielni Wydawniczej, MHPRL, Warszawa, 2019, s. 151, ISBN 978-83-7901-200-8
- Dzienniki (1968-1971). Cz. 2 (Cz. Wycech, wprowadzenie J. Gmitruk, S. Pastuszka, R. Turkowski), MHPRL przy wsparciu IH UW, Warszawa, 2019, s. 478, ISBN 978-83-7901-182-7 (MHPRL)
- Ludowcy w walce o niepodległość, MHPRL, Warszawa, 2019, s. 211, ISBN 978-83-7901-183-4
- Samorząd, kultura, Europa (pod red. nauk J. Gmitruka, T. Skoczka), MN, LTN-K, Warszawa, 2019, s. 190, ISBN 978-83-65439-75-8 (MN), ISBN 978-83-60776-15-5 (LTN-K)
- Generał dywizji Franciszek Kamiński (1902–2000). Żołnierz i polityk, MHPRL, Warszawa, 2020, s. 357, ISBN 978-83-7901-254-1
- Kościół katolicki w najnowszych dziejach Polski (red. nauk. J. Gmitruk, T. Skoczek), MHPRL, MN, Warszawa, 2020, s. 653, ISBN 978-83-7901-222-0
- Ludowa i socjalistyczna wizja niepodległej Polski (red. nauk. J. Gmitruk, T. Skoczek), MN, MHPRL, Warszawa, 2020, s. 387, ISBN 978-83-66640-13-9 (MN), ISBN 978-83-7901-258-9
- Na Święto Czynu Chłopskiego. W 125–lecie polskiego ruchu ludowego oraz 100. rocznicę Bitwy Warszawskiej, MHPRL, Warszawa, 2020, s. 96, ISBN 978-83-7901-252-7
- Od Wersalu do Poczdamu. Węzłowe problemy niepodległości i bezpieczeństwa Polski (red nauk. J. Gmitruk, T. Panecki, T. Skoczek, J. Smoliński), MN, MHPRL, Warszawa, 2020, s. 321, ISBN 978-83-65439-13-0 (MN)
- Pamiętnik 2020 (pod red. J. Gmitruka, T. Skoczka), MHPRL, MN, Warszawa, 2020, s. 384, ISBN 978-83-66640-06-1 (MN)
- Polska wojna gospodarcza 1939-1945 (wraz z P. Matusakiem), MHPRL, Warszawa, 2020, s. 471, ISBN 978-83-7901-243-5
- Wschodnioeuropejski ruch ludowy w walce z komunistami o zachowanie polskich źródeł dyplomatycznych i prasowych (przedmowa J. Gmitruk, wstęp, wybór źródeł i red. R. Turkowski), MHPRL, Warszawa, 2020, s. 360, ISBN 978-83-7901-247-3
- Z pastorałem przez kontynenty (praca zbiorowa pod red. S. Dziedzica, J. Gmitruka, Z. Judyckiego, T. Skoczka), WMN, Warszawa, 2020, s. 438, ISBN 978-83-65439-96-3
- Bruno Stanisław Gruszka (1881–1941). Zarys życia i działalności, MHPRL, Warszawa, 2021, s.188, ISBN 978-83-7901-327-2
- Chłopscy generałowie, MHPRL, Warszawa, 2021, s. 184, ISBN 978-83-7901-271-8
- Droga do wolności. Bitwa warszawska 1920 roku (red nauk. J. Gmitruk, J. Macyszyn, T. Skoczek), WNMN, MHPRL, Warszawa, 2021, s. 431, ISBN 978-83-66640-33-7 (MN), ISBN 978-83-7901-336-4
- Jan Siwiec (1891-1961) w panoramie dziejów (wraz z M. Ratyńskim), MHPRL, Warszawa, 2021, s. 52, ISBN 978-83-7901-311-1
- Legenda powstania zamojskiego i jej chłopscy bohaterowie, MHPRL, Warszawa, 2021, s. 182, ISBN 978-83-7901-304-3
- Ludowcy w walce i pracy o niepodległą i odrodzoną Polskę, GreenLightMedia, MHPRL, Warszawa, 2021, 60, ISBN 978-83-7901-344-9
- Ludowy fenomen Zamojszczyzny, MHPRL, Warszawa, 2021, s. 142, ISBN 978-83-7901-303-6
- Maciej Rataj. Wielkie dzieło reformy polskiej szkoły oraz systemu edukacji (wraz z M. Bednarzak-Liberą, T. Pilchem), GreenLightMedia, Warszawa, 2021, s. 50
- Rząd Obrony Narodowej w dokumentach ruchu ludowego (red. nauk. J. Gmitruk, M. Ratyński, T. Skoczek), MHPRL, WNMN, Warszawa, 2021, s. 349, ISBN 978-83-7901-310-4 (MHPRL), ISBN 978-83-66640-34-4 (MN)
- Stanisław Mikołajczyk 1901-1966. W 120 rocznicę urodzin, MHPRL na zlecenie OFI Krzysztof Gawrychowski, Warszawa, 2021, s. 111, ISBN 978-83-7901-309-8
- Śmierć i pamięć. Mauzoleum Martyrologii Wsi Polskiej w Michniowie. Od idei do realizacji (wraz z S. Durlejem, L. Kaczanowskim, J. Szczepańczykiem), MHPRL, LTN-K Oddział w Kielcach, Warszawa, 2021, s. 283, ISBN 978-83-7901-308-1
- Wincenty Witos. Prawo i wolność są największym skarbem narodu..., MHPRL, Warszawa, 2021, s. 212, ISBN 978-83-7901-334-0
- Witosowe przesłania (W. Witos, wstęp i wybór J. Gmitruk), MHPRL, Warszawa, 2021, s. 96, ISBN 978-83-7901-333-3
- W jedności siła. Mazowsze – serce Polski (praca zbiorowa pod red. J. Gmitruka, T. Skoczka, J. Zalewskiego), WNMN, Warszawa, s. 391, ISBN 978-83-66640-42-9
- Arka Bożek (1899–1954) i jego czasy (wraz z M. Ratyńskim), MHPRL, Warszawa, 2022, s. 142, ISBN 978-83-7901-389-0
- Dzieje parlamentaryzmu polskiego. W 25–lecie konstytucji 1997 roku (wraz T. Skoczkiem), MHPRL, Warszawa, 2022, s. 169, ISBN 978-83-7901-381-4
- Gabriel Narutowicz (1865–1922). Prezydent Niepodległej (wraz z M. Białokur), MHPRL, Warszawa, 2022, s. 92, ISBN 978-83-7901-413-2
- Kazimierz Banach (1904–1985). W poszukiwaniu drogi (K. Banach, wybór i oprac. J. Gmitruk), MHPRL, Warszawa, 2022, s. 352, ISBN 978-83-7901-367-8
- Pokój ryski. Wspomnienia, pertraktacje, tajne układy z Joffem, listy (J. Dąbski, red. nauk. J. Gmitruk, M. Ratyński), MHPRL, Warszawa, 2022, s. 275, ISBN 978-83-7901-301-2
- Powstanie styczniowe w panoramie dziejów, MHPRL, Warszawa, 2022, s. 108, ISBN 978-83-7901-410-1
- Protokoły rządów Wincentego Witosa. T. 1. Rząd Obrony Narodowej (1920–1921) (red. nauk. J. Gmitruk, M. Ratyński), MHPRL, Warszawa, 2022, s. 438, ISBN 978-83-7901-346-3
- Stanisław Osiecki (1875–1967). Wspomnienia i relacje (S. Osiecki, przedmowa J. Gmitruk, oprac. M. Ratyński), MHPRL, Warszawa, 2022, s. 169, ISBN 978-83-7901-382-1
- Wojna niepodległej 1919–1921. Bitwa warszawska 1920, MHPRL, Warszawa, 2022, s. 161, ISBN 978-83-7901-400-2
- „Wszystkich wystrzelać jak psów...” Niemiecki odwet za działalność Oddziału Wydzielonego Wojska Polskiego majora „Hubala” (wraz z L. Kaczanowskim), MHPRL, Warszawa, 2022, s. 364, ISBN 978-83-7901-387-6
- 160 rocznica wybuchu Powstania Styczniowego (wraz z T. Skoczkiem), GreenLightMedia, Warszawa, 2023, s. 38
- Bataliony Chłopskie w obronie Zamojszczyzny 1942–1944, MHPRL, Warszawa, 2023, s. 202, ISBN 978-83-7901-419-4
- Chłopi i ludowcy w polskim czynie zbrojnym, MHPRL, Warszawa, 2023, s. 168, ISBN 978-83-7901-425-5[27]

## Odznaczenia i wyróżnienia
Za swoją dotychczasową pracę naukową i zawodową, został odznaczony, nagrodzony i wyróżniony m.in.:
- w 1999 przez prezydenta Aleksandra Kwaśniewskiego Krzyżem Kawalerskim Orderu Odrodzenia Polski[28]
- Złotym i Srebrnym Krzyżem Zasługi[25][20]
- Srebrnym Medalem „Zasłużony Kulturze Gloria Artis”[25][20]
- Krzyżem Batalionów Chłopskich[25][20]
- Złotym Medalem „Za zasługi dla obronności kraju”[25][20]
- Złotym i Srebrnym Medalem „Za Zasługi dla Pożarnictwa”[25]
- Medalem „Pro Patria”[25]
- Medalem „Pro Memoria”[25]
- Medalem Pamiątkowym „Pro Masovia”[25]
- Odznaką Honorową za Zasługi dla Związku Sybiraków[25]
- Złotą Odznaką Honorową ZWM[25]
- Odznaką Honorową „Za Zasługi dla ZMW”[25]
- Odznaczeniem im. Ignacego Solarza[25]
- Medalem „Za zasługi dla ruchu ludowego im. Wincentego Witosa”[25]
- „Złotą Koniczynką” (PSL)[25]
- Odznaką „Zasłużony dla Warszawy”[25]
- w 2019 Orderem Świętego Stanisława I klasy (odznaczenie prywatne)[29][30]